# Iris colchica
Iris colchica là một loài thực vật có hoa trong họ Diên vĩ. Loài này được Kem.-Nath. miêu tả khoa học đầu tiên năm 1938.